# Lijst van voetbalinterlands Djibouti - Oeganda
Deze lijst van voetbalinterlands is een overzicht van alle officiële voetbalwedstrijden tussen de nationale teams van Djibouti en Oeganda. De landen speelden tot op heden vijf keer tegen elkaar. De eerste ontmoeting was een wedstrijd tijdens de CECAFA Cup 2000 op 27 november 2000 in Kampala. Het laatste duel, een groepswedstrijd tijdens de CECAFA Cup 2019, werd gespeeld in de Oegandese hoofdstad op 15 december 2019.

## Wedstrijden
| № | Plaats        | Datum            | Competitie      | Wedstrijd          | Uitslag |
| - | ------------- | ---------------- | --------------- | ------------------ | ------- |
| 1 | Kampala       | 27 november 2000 | CECAFA Cup 2000 | Oeganda − Djibouti | 7 − 0   |
| 2 | Kigali        | 9 december 2001  | CECAFA Cup 2001 | Oeganda − Djibouti | 10 − 1  |
| 3 | Kigali        | 30 november 2005 | CECAFA Cup 2005 | Oeganda − Djibouti | 6 − 1   |
| 4 | Dar es Salaam | 9 december 2007  | CECAFA Cup 2007 | Djibouti − Oeganda | 0 − 7   |
| 5 | Kampala       | 15 december 2019 | CECAFA Cup 2019 | Oeganda − Djibouti | 4 − 1   |

## Samenvatting
| Competitie | Totaal gespeeld | Winst Djibouti | Gelijk | Winst Oeganda | Doelsaldo Djibouti – Oeganda |
| ---------- | --------------- | -------------- | ------ | ------------- | ---------------------------- |
| CECAFA Cup | 5               | 0              | 0      | 5             | 3 − 34                       |
| Totaal     | 5               | 0              | 0      | 5             | 3 − 34                       |

Wedstrijden bepaald door strafschoppen worden, in lijn met de FIFA, als een gelijkspel gerekend.
FDF · A-internationals · Djiboutiaans vrouwenelftal · Olympisch elftal · 
1990 – 1999 ·
2000 – 2009 ·
2010 – 2019 ·
2020 − 2029
1994 · 
1995 · 
1996 · 
1997 · 
1998 · 
1999 · 
2000 · 
2001 · 
2002 · 
2003 · 
2004 · 
2005 · 
2006 · 
2007 · 
2008 · 
2009 ·
2010 · 
2011 · 
2012 ·
2013 ·
2014 ·
2015 · 
2016 ·
2017 ·
2018 ·
2019 ·
2020 ·
2021 ·
2022 ·
2023 ·
2024
Algerije ·
Burkina Faso ·
Burundi ·
Comoren ·
Congo-Kinshasa ·
Egypte ·
Equatoriaal-Guinea ·
Eritrea ·
Ethiopië ·
Gambia ·
Guinee-Bissau ·
Jemen ·
Kenia ·
Libanon ·
Liberia ·
Malawi ·
Mauritius ·
Namibië ·
Niger ·
Oeganda ·
Pakistan ·
Rwanda ·
Sierra Leone ·
Soedan ·
Somalië ·
Swaziland ·
Tanzania ·
Togo ·
Tunesië ·
Zambia ·
Zimbabwe ·
Zuid-Soedan
FUFA · 
A-internationals · 
Oegandees vrouwenelftal
Algerije ·
Angola ·
Bahrein ·
Benin ·
Botswana ·
Burkina Faso ·
Burundi ·
Centraal-Afrikaanse Republiek ·
Comoren ·
Congo-Brazzaville ·
Congo-Kinshasa ·
Djibouti ·
Ecuador ·
Egypte ·
Eritrea ·
Ethiopië ·
Gabon ·
Gambia ·
Ghana ·
Guinee ·
Guinee-Bissau ·
IJsland ·
Irak ·
Iran ·
Ivoorkust ·
Jemen ·
Kaapverdië ·
Kameroen ·
Kenia ·
Koeweit ·
Lesotho ·
Libanon ·
Liberia ·
Libië ·
Madagaskar ·
Malawi ·
Mali ·
Marokko ·
Mauritanië ·
Mauritius ·
Moldavië ·
Mozambique ·
Namibië ·
Niger ·
Nigeria ·
Oezbekistan ·
Rwanda ·
Saoedi-Arabië ·
Sao Tomé en Principe ·
Senegal ·
Seychellen ·
Slowakije · 
Soedan ·
Somalië ·
Tadzjikistan ·
Tanzania ·
Togo ·
Tsjaad ·
Tunesië ·
Turkmenistan ·
Zambia ·
Zimbabwe ·
Zuid-Afrika ·
Zuid-Soedan